# Массімо Сторгато
Массімо Сторгато (італ. Massimo Storgato, нар. 3 червня 1961, Казале-Монферрато) — італійський футболіст, що грав на позиції захисника за низку італійських клубних команд.
По завершенні ігрової кар'єри — тренер.

## Ігрова кар'єра
Народився 3 червня 1961 року в Казале-Монферрато. Вихованець футбольної школи клубу «Ювентуса».
У дорослому футболі дебютував 1979 року виступами на правах оренди за «Аталанту», в якій провів один сезон, взявши участь у 18 матчах чемпіонату. У сезоні 1980/81 дебютував в іграх за головну команду «Ювентуса», яка того року виборола свій черговий титул чемпіонів Італії. Наступний сезон знову грав на правах оренди, цього разу за «Чезену», після чого ще на сезон повернувся до «старої сеньйори», у складі якої вже отримав дещо більше ігрового часу та додав до своїх трофеїв Кубок Італії.
Не закріпившись в основній команді рідного клубу, 1983 року знову був орендований «Вероною», а за рік на аналогічних правах приєднався до «Лаціо».
1985 року на правах повноцінного контракту приєднався до «Удінезе». В подальшому також пограв за «Авелліно», «Козенцу» та «Алессандрію».
Протягом 1993–1996 років захищав кольори «Про Верчеллі», після чого завершував ігрову кар'єру у складі нижчолігових «Івреа» та «Санджустезе».

## Кар'єра тренера
Розпочав тренерську кар'єру, ще продовжуючи грати на полі, 1996 року, очоливши тренерський штаб клубу «Івреа». Згодом працював з низкою інших італійських нижчолігових команд, а також протягом 2002–2007 років тренував юнацькі команди «Ювентуса».
У першій половині 2010-х тренував команди дублерів «Модени» та «Падови».

## Титули і досягнення
- Чемпіон Італії (1):

«Ювентус»: 1980-1981
- Володар Кубка Італії (1):

«Ювентус»: 1982-1983